# Christian Corrêa Dionisio
Christian Correa Dionisio, también conocido como Christian, (nació el 23 de abril de 1975 en Porto Alegre, Brasil) es un exfutbolista brasileño que jugaba de delantero y su último club fue el EC Pelotas de Brasil.

## Clubes
| Club                   | País     | Año       |
| ---------------------- | -------- | --------- |
| Marítimo               | Portugal | 1992-1993 |
| GD Estoril Praia       | Portugal | 1993-1994 |
| Farense                | Portugal | 1994-1995 |
| Internacional          | Brasil   | 1995-1999 |
| PSG                    | Francia  | 1999-2001 |
| Bordeaux               | Francia  | 2001      |
| → Palmeiras (cedido)   | Brasil   | 2002      |
| → Galatasaray (cedido) | Turquía  | 2002-2003 |
| → Grêmio (cedido)      | Brasil   | 2003-2004 |
| Omiya Ardija           | Japón    | 2005      |
| → São Paulo (cedido)   | Brasil   | 2005-2006 |
| Botafogo               | Brasil   | 2006      |
| Juventude              | Brasil   | 2006      |
| Corinthians            | Brasil   | 2006-2007 |
| Internacional          | Brasil   | 2007      |
| Portuguesa             | Brasil   | 2008      |
| Pachuca CF             | México   | 2008      |
| Portuguesa             | Brasil   | 2009      |
| Atlético Monte Azul    | Brasil   | 2010      |
| Portuguesa             | Brasil   | 2010      |
| Pelotas                | Brasil   | 2011      |